# جبل سانت بيتر
جبل سانت بيتر (لغة فرنسية: Montagne Saint-Pierre؛ لغة هولندية: Sint-Pietersberg)، كما يشار باسم هضبة كاسترت، هو الجزء الشمالي من هضبة تمتد من الشمال إلى الجنوب بين وديان نهر الجير إلى الغرب، ونهر الميز للشرق. يبدأ من ماستريخت في هولندا، ماراً بريمست في ليمبورغ (بلجيكا) تقريباً إلى مدينة لييج في بلجيكا، وبالتالي تتحدد تضاريس هذه المنطقة الحدودية بين فلاندرز، والونيا وهولندا. واسم التل، وكذلك قرية مجاورة وكنيسة سينت بيتر وقلعة سانت بيتر تشير إلى بطرس واحد من تلاميذ المسيح.

## معرض صور

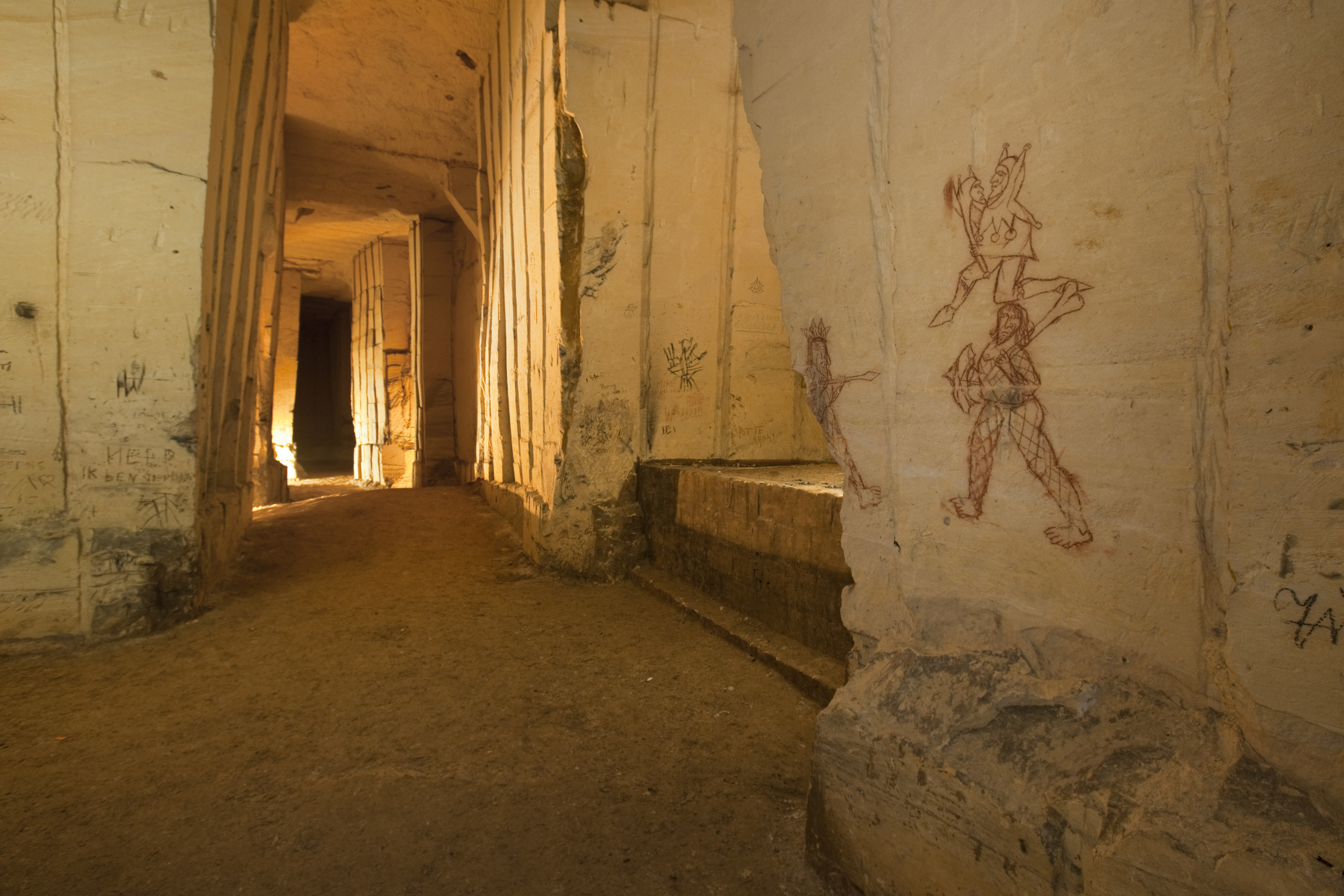
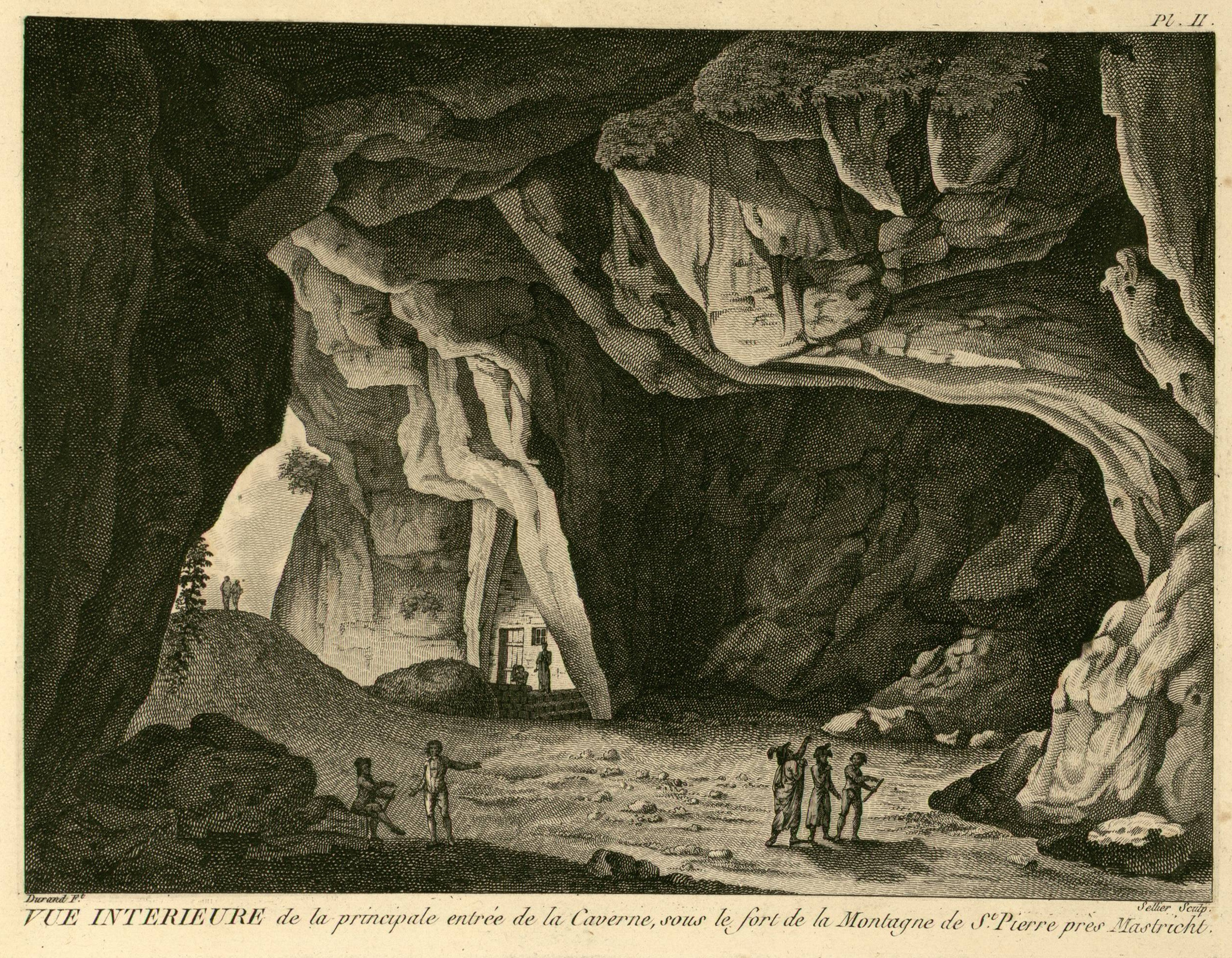
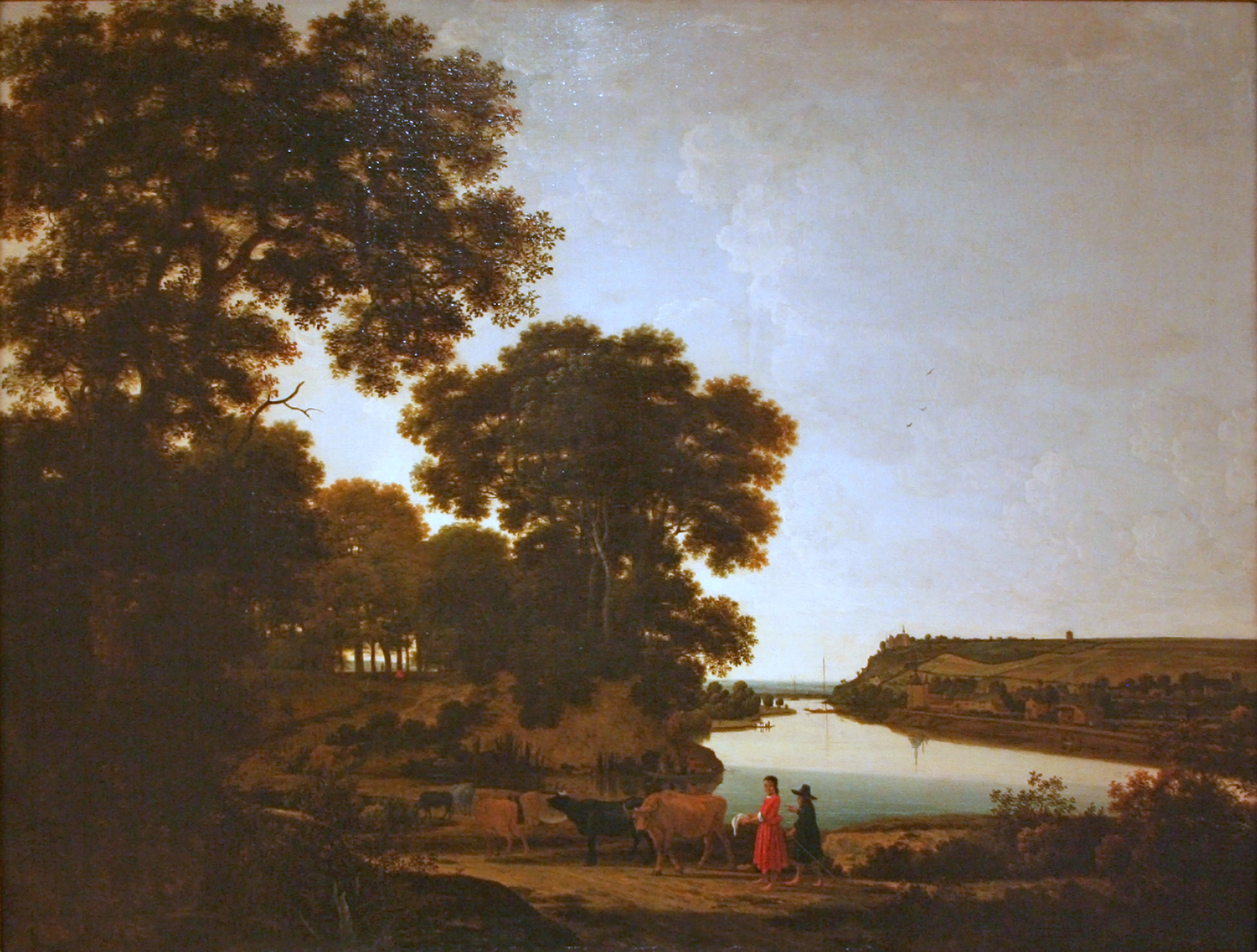
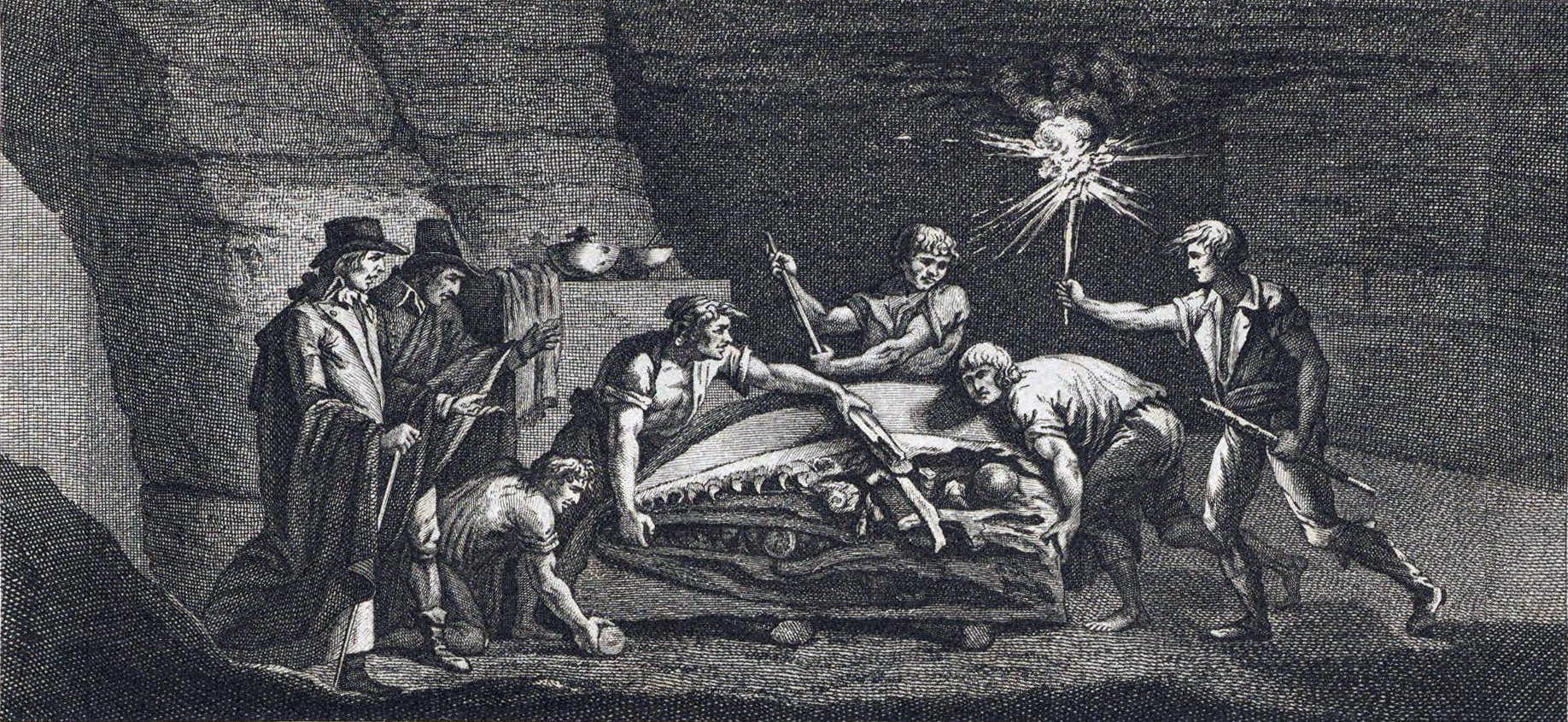